# ای‌ام‌زد تور
ای‌ام‌زد تور (AMZ Tur) یا نوع بزرگ‌تر آن ای‌ام‌زد تور ۲، یک خودروی سبک محافظت شده جدید لهستانی است
ای‌ام‌زد تور ۲، در سال ۲۰۰۸ توسط AMZ-Kutno برای واحدهای پیاده ارتش لهستان در عراق و افغانستان تولید شد
Tur 2 نوع بزرگتر نسبت به نسخه قبلی یعنی Tur 1 است که هیچ وقت تولید نشد این خودرو الگوبرداری شده از مدل تجاری خودروی بیابانی شرکت اویکو است. این خودرو از محافظت بالاتری نسبت به خودرهای پیشرفته نظامی پیشین ارتش لهستان دارد

## وظایف
نقش اصلی خودروی زرهی سبک ای‌ام‌زد تور ۲، نفوذ در پشت خطوط دشمن و وظایف گشت زنی است. نسخه‌های متفاوتی از این خودرو در دسترس است. برخی از آنها دارای قسمت بار باز (پوشیده شده با تارپولین) یا بسته در قسمت عقب خود هستند.
نسخه پایه این خودرو محافظت شده سبک یک راننده و ۴ سرباز کاملاً مسلح را حمل می‌کند. زره Tur 2 در برابر گلوله‌های 7.62x51 میلی‌متری ضد زره و ترکش‌های توپخانه محافظت می‌کند. این خودرو برای مقابله در برابر مین‌ها و انفجار IED‌های طراحی شده است.
مدل پایه در برابر انفجاراتی معادل ۶ کیلو تی ان تی مقاومت می‌کند. بالاترین مدل این خودرو که در برابر انفجار ۸ کیلو تی ان تی مقاوم است به عنوان یک گزینه مطرح است. این خودرو دارای یک دریچه سقفی برای مشاهده اطراف است همچنین یک پایه میله‌ای را به منظور استفاده مسلسل می‌توان نصب کرد در این خودرو می‌توان ایستگاه کنترل از راه دور سلاح را نصب کرد، مسلح به مسلسل ۱۲٫۷ میلی‌متری یا نارنجک انداز خودکار ۴۰ میلی‌متری است.

## انواع
Tur 2 WIL این خودرو به وسلیه بدنه زره پوش به طور کامل محافظت می‌شود
Tur 3: یک خودرو ی محافظت شده ی سبک کوچکتر است. با اینکه اسامی مشابهی دارند ولی به نظر می‌رسد Tur 3 اشتراکات کمی با Tur 2 داشته باشد. در سال ۲۰۰۹ دو نمونه اولیه ازمایش‌های حرکتی را در هند گذراندند. ارتش هند به دنبال به دست آوردن ۵۰۰ خودرو زرهی سبک از این نوع است

## اطلاعات و مشخصات
- ورود به خدمت نامشخص
- نوع ۴×۴
- ظرفیت ۱+۴ نفر
- وزن خالی ۹٫۴ تن
- ظرفیت باربری نامشخص
- طول ۵٫۸ متر
- عرض ۲٫۳ متر
- ارتفاع ۲٫۳ متر
- شیب ۶۰٪
- شیب جانبی ۴۰٪
- گام عمودی ۰٫۵ متر
- سنگر ۰٫۵ متر
- عبور از اب با عمق ۰٫۷ متر

## نیروی محرکه
- موتور دیزلی - ایویکو
- قدرت موتور ۲۲۰ اسب بخار
- بیشترین سرعت ۱۲۰ کیلومتر بر ساعت
- حداکثر پیمایش ۶۰۰ کیلومتر